# Distretto di Senboku (Akita)
Il distretto di Senboku (仙北郡?, Senboku-gun) è uno dei distretti della prefettura di Akita, in Giappone.
Attualmente fa parte del distretto solo il comune di Misato.
| Controllo di autorità | VIAF (EN) 256608052 · NDL (EN, JA) 00639181 |